# بیلیتسه (استان سلیزیا سفلی)
بیلیتسه (به لهستانی:  Bielice) یک روستا در لهستان است که در گمینا سترونگه شلانسکیه واقع شده‌است. بیلیتسه ۴۰ نفر جمعیت دارد و ۷۵۰ متر بالاتر از سطح دریا واقع شده‌است.